# Зелёный саи
Зелёный саи (лат. Chlorophanes spiza) — вид птиц из семейства танагровых. Обитает на плантациях в субтропических и тропических затопляемых, низменных влажных и сильно деградированных лесах, на высоте 0—1600 метров над уровнем моря. Длина тела около 14 см, масса около 17 грамм.

## Подвиды
Выделяют семь подвидов :
- Chlorophanes spiza guatemalensis — в южной Мексике (на склонах гор со стороны Карибского моря от штатов Оахака и Чьяпас) и южнее до восточной Гватемалы, Белиза и Гондураса.
- Chlorophanes spiza argutus — на крайнем востоке Гондураса, на востоке Никарагуа, в Коста-Рике и Панаме южнее до северо-западной Колумбии (от северного Чоко и южнее до гор Баудо[англ.]);
- Chlorophanes spiza exsul — от юго-западной Колумбии (на тиоокеанском побережье от Валье-дель-Каука) и южнее до юго-западного Эквадора;
- Chlorophanes spiza subtropicalis — в Андах и в горах Сьерра-де-Периха Колумбии и в горах Сьерра-де-Периха и западном основании Анд Венесуэлы в штатах Тачира и Мерида;
- Chlorophanes spiza spiza — в Венесуэле, на Тринидаде, во Французской Гвиане, в Гайане, на крайнем востоке Колумбии и в северной Бразилии;
- Chlorophanes spiza caerulescens — в Колумбии и южнее — через восточный Эквадор и восточный Перу до центральной Боливии, и восточнее до Мату-Гросу в Бразилии;
- Chlorophanes spiza axillaris — прибрежный район восточной и юго-восточная Бразилия — от Пернамбуку до Санта-Катарина.